# Кондратов, Александр Михайлович
Алекса́ндр Миха́йлович Кондра́тов (3 октября 1937, Смоленск, СССР — 16 апреля 1993, Санкт-Петербург, Россия) — советский и российский лингвист, биолог, журналист и поэт.

## Биография
Отец — кадровый военный, лётчик, погиб в 1943 году. Мать, донская казачка, Тамара Дмитриевна Ходорова. Александр Кондратов начал писать стихи с 10 лет, художественную прозу — с 14 лет, первую научную работу, посвящённую анализу стиха, написал в 16 лет.
В середине 1950-х годов сотрудничал с кино-драматической студией при ленинградском ДК им. Ильича, близко сойдясь с её фактическим руководителем — Евгением Михновым-Войтенко, вместе с которым создал ряд сценариев для студийных фильмов. В дальнейшем их творческие пути разошлись, однако личные отношения с Михновым-Войтенко Кондратов сохранял в течение последующих десятилетий, в том числе присылая ему на отзыв свои произведения. Благодаря этому в архиве Михнова-Войтенко, хранящемся в настоящее время у его наследника, сохранился ряд неопубликованных прозаических и стихотворных произведений А. Кондратова 1950—1970-х гг. Среди деятелей нонконформистской культуры Ленинграда 1950—1970-х годов А. Кондратов был также известен под псевдонимом Сэнди Конрад.
С начала 1960-х годов А. Кондратов начинает активно заниматься исследованиями в области филологии. Его первые научно-популярные статьи были опубликованы в 1961 году в журналах «Знание-Сила», «Наука и жизнь», «Звезда»; в 1962 году вышла первая книга — «Математика и поэзия». В том же году была опубликована первая научная статья в академическом журнале «Вопросы языкознания» в соавторстве с академиком Андреем Николаевичем Колмогоровым, посвящённая математическому анализу стиха.
В 1964 году Александр Кондратов начал работать в области дешифровки древних письмён с помощью математических методов в группе исследователей, возглавляемых известным советским историком и лингвистом лауреатом Государственной премии Ю. В. Кнорозовым. Участвовал в обработке материалов, добытых Норвежской археологической экспедицией на острове Пасхи, руководимой Туром Хейердалом, опубликовав результаты исследований в «Трудах» экспедиции. В 1969 году защитил в Институте востоковедения АН СССР диссертацию на соискание учёной степени кандидата филологических наук, посвящённую структурно-статистическим методам дешифровки письмён Древнего Востока и Средиземноморья.
Также А. Кондратов проводил эксперименты по моделированию поэтического творчества с помощью компьютеров, являясь членом Научного Совета АН СССР по комплексной проблеме «Кибернетика» (секция искусственного интеллекта). О первых экспериментах в этой области им были опубликованы работы и сделаны доклады на международных совещаниях по искусственному интеллекту в Репино (1980) и Ванкувере (1981).
Всего в советских и зарубежных (Польша, США, Швеция, Индия и др.) изданиях увидело свет около 80 научных работ А. М. Кондратова. Число научно-популярных статей А. Кондратова, публиковавшихся в газетах «Известия», «Советская Россия», «Советский спорт», «Ленинградская правда» и др., журналах «Новый мир», «Вокруг света», «Байкал», «Нева», «Наука и религия», «Аврора» и ряде других, превышает 200.
Особое внимание Александр Кондратов уделял научно-художественным и научно-популярным книгам, освещающим проблемы, порождённые «стыком наук» — от математической поэтики до подводной археологии. Число языков, на которые переведены книги А. Кондратова, превышает два десятка (английский, арабский, бенгали, болгарский, грузинский, испанский, итальянский, немецкий, словацкий, тамильский, туркменский, украинский, французский, чешский, эстонский, японский и др.).
Общий тираж книг А. М. Кондратова, изданных в СССР и за рубежом, превышает 5 млн экземпляров.
Особое место в творчестве Александра Кондратова занимают книги, выпускаемые издательством «Гидрометеоиздат», посвящённые гипотетическим и реальным затонувшим землям: Атлантиде, Лемурии, Пацифиде, Эгеиде, Арктиде, Берингии, Охотии и связанными с этими землями загадками расселения человечества, происхождения древних цивилизаций, письмён и языков. В 1987 году А.Кондратов завершил работу над трилогией о «новых атлантидах» («Атлантиды моря Тетис», «Атлантиды пяти океанов», «Атлантиды ищите на шельфе»), обобщающей опыт его двадцатилетних исследований в этой области. Александр Кондратов принимал участие в работе археологических, океанологических и подводно-археологических экспедиций.

## Семья
- Отец — Кондратов Михаил Андреевич родился в 1906 году в д. Прибережье (Быховский район, Могилевская область, Белоруссия). В годы Великой Отечественной войны — начальник штаба 92-го истребительного авиационного полка, погиб 23 декабря 1943 года. Похоронен в братской могиле в деревне Майское Жлобинского района, Гомельской области, Белоруссия. (По другим данным — подполковник, начальник оперативного отдела 279-й иад, похоронен в Рогачёвском районе).
- Мать — Ходорова (Кондратова) Тамара Дмитриевна, уроженка г. Ростов-на-Дону.
- Брат — Кондратов, Эдуард Михайлович (23.VII.1933, г. Могилёв, БССР — 9.XI.2010, г. Самара) — советский и российский писатель и журналист.

## Публикации

### Атлантида
- Атлантиды моря Тетис. — Л.: Гидрометеоиздат, 1986. — 168 с.
- Атлантиды пяти океанов. — Л.: Гидрометеоиздат, 1987; 1988. — 160 с. 2-я книга трилогии.
- Атлантиды ищите на шельфе. — Л.: Гидрометеоиздат, 1988. — 224 с. На 4 с. обл.: «…десятая книга А. М. Кондратова, выходящая в Гидрометеоиздате, и юбилейная, пятидесятая книга, выходящая в год его пятидесятилетия».

### Другие затонувшие земли
- Атлантика без Атлантиды. — Л.: Гидрометеоиздат, 1972. — 160 с. 8 л. ил.
- Адрес — Лемурия? — Л.: Гидрометеоиздат, 1978. — 136 с. 4 л. ил.
- Была земля Берингия. — Магадан, 1981. — 200 с.
- Была земля Арктида. — Магадан, 1983. — 200 с.

### Древние цивилизации
- Великаны острова Пасхи. — М.: Советский художник, 1966. — 186 с. (Страницы истории искусств).
- Погибшие цивилизации. — М.: Мысль, 1968. — 312 с. ил.
- А. М. Кондратов, В. В. Шеворошкин. Когда молчат письмена. Загадки древней Эгеиды. — М.: Наука, 1970. — 228 с.
- Этруски — загадка номер один. — М.: Знание, 1977. — 94 с.
- Великий потоп. Мифы и реальность. — Л.: Гидрометеоиздат, 1982; 1984. — 152 с.
- Индийские йоги. Кто они? — А. Кондратов

### Палеонтология
- Динозавра ищите в глубинах. — Л.: Гидрометеоиздат, 1984; 1985. — 144 с.
- Шанс для динозавра. — СПб.: Гидрометеоиздат, 1992. — 288 с. (3-е изд. перер. и доп.)

### Океанология
- Тайны трех океанов. — Л.: Гидрометеоиздат, 1971. — 248 с.
- Загадки Великого океана. — Л.: Гидрометеоиздат, 1974. — 224 с.
- Следы на шельфе. — Л.: Гидрометеоиздат, 1981. — 152 с.

### Математика
- Математика и поэзия. — М.: Знание, 1962. — 48 с.
- Число и мысль. — М.: Детгиз, 1963. — 142 с.
- Электронный разум. — М.: Знание, 1987. — 176 с.

### Лингвистика
- Звуки и знаки. — М.: Знание, 1966; 1978. — 207 с.
- Земля людей — земля языков. — М.: Детская литература, 1974. — 192 с.
- Книга о букве / А. М. Кондратов; Художник В. Рудаков. — М.: Советская Россия, 1975. — 224 с. — 50 000 экз. (обл.)
- Формулы чуда. — М.: Детская литература, 1987. — 143 с.
- Письмена мертвые и живые. — СПб.: Азбука-классика, Авалон, 2007. — 253 с.
- Статистические методы дешифровки некоторых письмен Древнего Востока и Средиземноморья. Автореферат канд. диссертации. М., 1969.

### Стихотворения
- Стихи тех лет // Новое литературное обозрение. 1996. № 18. С. 131—147.
- Стихи тех лет / Сост. В. И. Уфлянда. — СПб.: «Издательство Буковского», 2001. — 72 с. — Тир. 500 экз.
- Александр Третий. — СПб.: Геликон Плюс, 2002. — 104 с. — (СТИМКККОН).

### Художественная проза
- Здравствуй, ад! Лирический дневник 1957—1967. (Избранные главы) // Новое литературное обозрение. 1996. № 18. С. 89—130.
- Продолжение следует. Рассказы о майоре Наганове // Коллекция: Петербургская проза (ленинградский период). 1960-е. — СПб.: Издательство Ивана Лимбаха, 2002. С. 27—104.